# Deres bóbitásantilop
A deres bóbitásantilop (Cephalophus rufilatus) az emlősök (Mammalia) osztályának párosujjú patások (Artiodactyla) rendjébe, ezen belül a tülkösszarvúak (Bovidae) családjába és a bóbitásantilop-formák (Cephalophinae) alcsaládjába tartozó faj.

## Előfordulása, élőhelye
A faj Nyugat- és Közép-Afrikában, Szenegáltól Ugandáig  honos antilopfaj. A faj megtalálható Benin, Burkina Faso, Kamerun, a Közép-afrikai Köztársaság, a Kongói Demokratikus Köztársaság, Csád, Elefántcsontpart, Egyenlítői-Guinea, Guinea, Gambia, Ghána, Mali, Niger, Nigéria, Szenegál,  Sierra Leone, Szudán, Togo és Uganda területén. A faj a galériaerdők lakója.

## Megjelenése
A deres bóbitásantilop kis termetű antilopfaj, testének hossza átlagosan 70 cm, marmagassága 30–40 cm, tömege elérheti a 12 kg-ot. Szőrzetének színe narancsos-vöröses, ettől teste alsó részének színezete nem tér el észrevehetően. Hátának közepén széles, kékesszürke csík fut végig, mely fokozatosan beleolvad oldalának vöröses színezetébe. Ez a csík a keleti alfajnál (C. r. rubidor) sötétebb, mint a nyugatinál (C. r. rufilatus). Lábának alsó része kékesszürke, ettől a faj azt a benyomást kelti, mintha zoknit viselne. Keskeny farka 7–10 cm hosszúságú, fekete bojtban végződik.
Orrának profilja egyenes, koponyája keskeny. Pofájának elején egy kékes-fekete csík húzódik, egészen fekete orráig. A sötét színű orr és a fekete alsó ajak éles ellentétben áll a fehér felső ajakkal, és az álla alatti területtel. A szeme mellett nagy méretű, sötét, alsó és felső bevágások jelzik a szagmirigyek helyét. Füle széles és viszonylag nagy, kb. 7 cm hosszúságú. Füle hátsó felének színe a sötétbarnától a feketéig változhat, fülének belső felén kisebb fehér foltokkal. Homlokán feltűnő, függőleges, sötét színű szőrcsomó, bojt vagy „bóbita” látható.
Homloka mindkét oldalán, a szőrbóbita mellett látható a szarva, mely mindkét nemű egyed esetében megtalálható, bár míg a hímek esetében minden esetben van szarv, a nőstényeknél sokszor hiányzik. A szőrbóbita gyakran elrejtheti a szarvakat. A szarvak egyszerű, hegyes, előreálló képződmények, felületük sima. A szarv hosszúsága változó, a hímeknél 6-9,5 cm, a nőstényeknél 3–4 cm.

## Életmódja

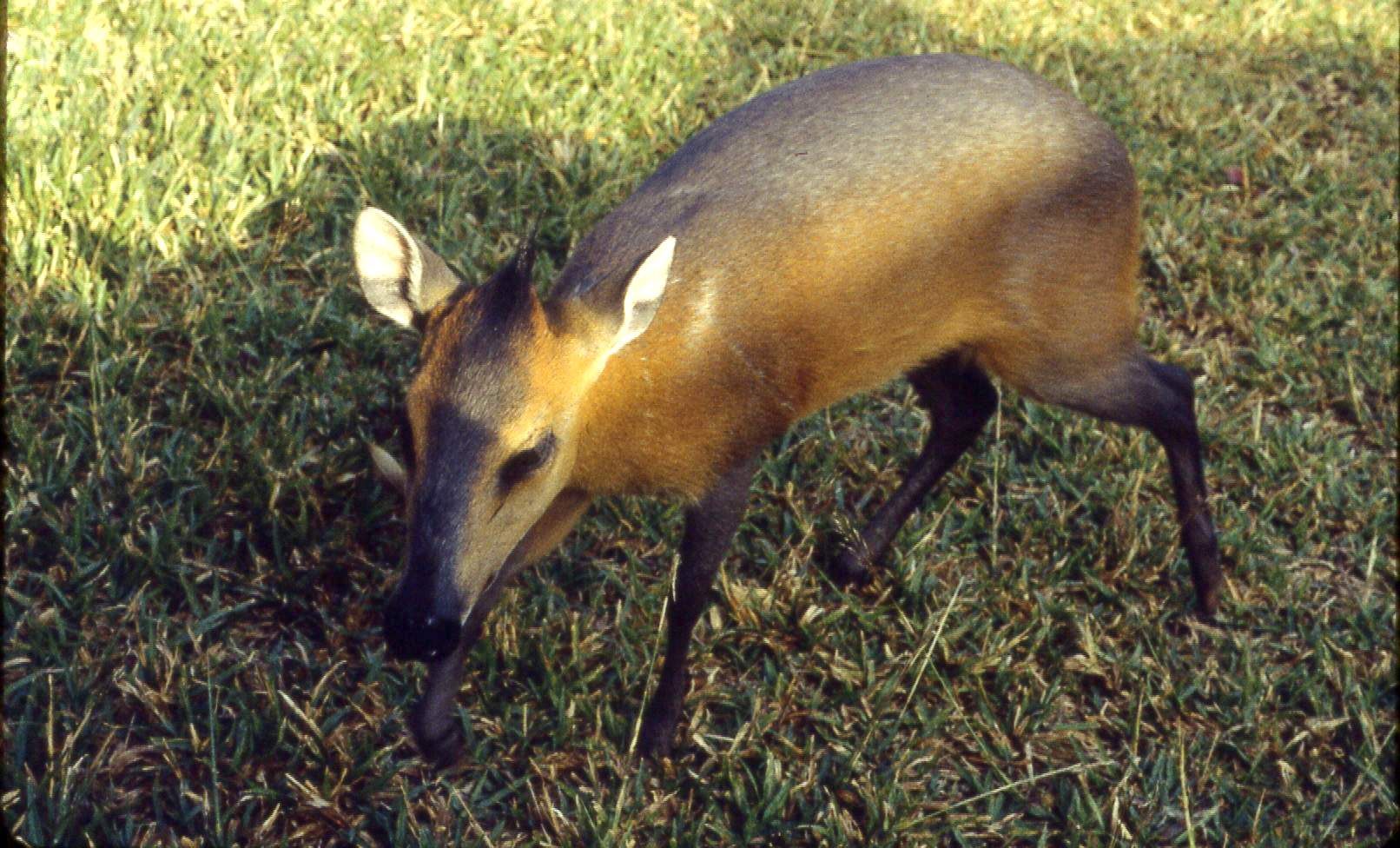

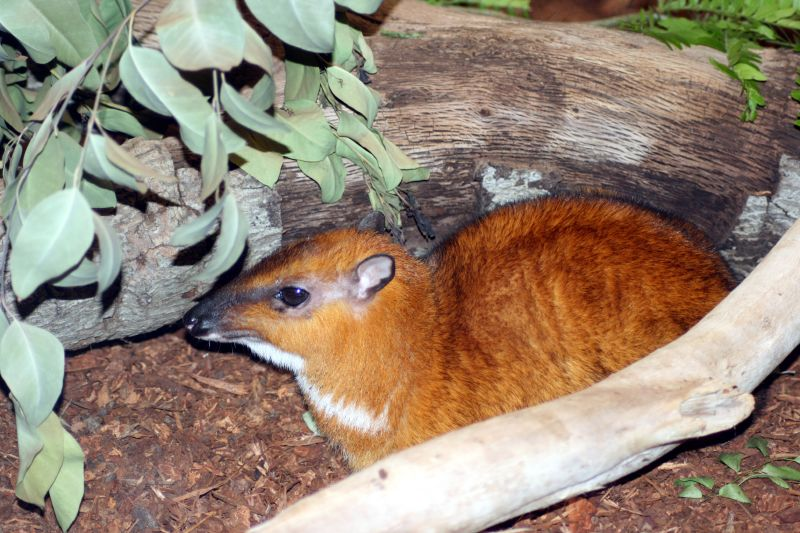

A deres bóbitásantilop a folyó menti galériaerdők és a rejtekhelyet nyújtó erdőkkel borított szavannák lakója. Bár egyes szerzők erdőszéli fajként jellemzik, a számára alkalmas élőhely a sűrű növényzet, ezért erdőktől távolabb is megtalálható azokon a helyeken, ahol a sűrű növényzet megfelelő rejtőzködő helyet nyújt számára. 
Általában magányosan vagy párosan jár, helyhez kötött életmódot folytat. Az egyes egyedek kis területen élnek, melyeken hónapokon át megmaradnak, ha nem zavarják őket. Bár ezek a területek rendszerint nem érnek egymásba, nincs egyetértés abban, hogy ezek valódi territóriumokat jelentenek-e. Van szerző, aki szerint a faj erősen territoriális. Területét a szeme melletti szagmirigyével jelöli meg, mely más bóbitásantilop fajokhoz képest meglehetősen nagy méretű. A jelölés önmagában azonban nem jelent territoriális viselkedést.

### Viselkedése
A faj elsősorban nappali életmódot folytat, bár megfigyelések szerint alkonyatkor és éjjel is aktív. Félénk és óvatos állat, veszély esetén szökdécselő testtartással, fejét leszegve iramodik a legközelebbi rejtekhelyre. Veszély esetén figyelmeztetésül éles, ugatásszerű hangot ad.

### Táplálkozása
A deres bóbitásantilop legelésző életmódú, étrendje többnyire leveleket (60%) tartalmaz, de elfogyasztja a gallyakat, virágokat és gyümölcsöket is. Eddig még nincs feljegyzés arról, hogy gyökereket, fakérget, füvet enne. Táplálkozás közben lassan halad növényről növényre, a leveleket egyenként fogyasztja.

## Szaporodása
Fiatal egyedeket mind a száraz mind a korai esős évszakban megfigyeltek. A vemhesség ideje 223-245 nap. Az ellés után az anya az egyetlen utódot a sűrű növényzetben rejti el, ahol az csendben marad, még akkor is, ha megközelítik. A nőstény közvetlenül ellés után megjelöli kicsinyét szagmirigyével. A feljegyzett születéskori tömeg 760 g és - 1335 g között változik, átlagosan valamivel 1000 g felett van. A termékenység valószínűleg magas, mivel a faj megfigyelt létszáma a vadászat ellenére magas.  Egy fogságban tartott egyed a Los Angeles-i állatkertben 2003 januárjában több mint 15 éves volt.

## Természetvédelmi helyzete
A deres bóbitásantilop mérsékelten veszélyeztetett fajnak számít. Más bóbitásantilop-fajokkal ellentétben sokkal rugalmasabban alkalmazkodott élőhelyének elvesztéséhez. Mindamellett a faj létszámára jelentős hatással van a mezőgazdasági területek növekedése és a vadászat. A faj teljes létszámát 170 000-re teszik.